# 约翰·彭德里
约翰·布赖恩·彭德里爵士（英語：Sir John Brian Pendry，1943年7月4日—），英国理论物理学家，以研究折射率和发明首个实用性的隐形斗篷而闻名，目前在伦敦帝国学院担任理论固体物理教授。